# Теренски аутомобил
Теренски аутомобил или теренац је врста аутомобила велике носивости, вучне снаге и путничког капацитета на нивоу каравана или комбија, а који је опремљен свим елементима потребним за вожњу изван асфалта (енгл. off-road). Најважнији елементи који један теренац мора да има су погон на свим точковима, редуктор, блокаду диференцијала, велики клиренс (удаљеност од тла) и велики точкови.
На енглеском језику теренци се називају SUV, sport utility vehicle или suburban utility vehicle. Према речнику Меријам-Вебстера, SUV је робусно возило слично каравану изграђено на шасији лаког теретног возила.
Теренце користи војска, погранична полиција, ловци и шумари, а први пут су их почели производити америчка компанија Џип почетком Другог светског рата, због чега их велики број људи назива џиповима. Били су популарни крајем 20. века и почетком 21. века, а нешто касније тражња за теренцима је опала услед поскупљења горива и економске кризе. Традиционални теренци су постепено потиснути од стране кросовера, врста теренског аутомобила углавном намењен градској вожњи и који има мању тежину и бољу ефикасност у потрошњи горива. Од 2010. године расте потражња за кросоверима и теренцима.
Теренци имају одвојиву носиву структуру од шасије. Код теренаца носива структура је оквир, челични носач састављен од два уздужна и више попречних елемената. Због начина конструкције и одвојивог оквира возила, поправци су једноставнији, поготово ако је у питању саобраћајна незгода.